# Жемчужнолобый венилиорнис
Жемчужнолобый венилиорнис (лат. Veniliornis frontalis) — вид птиц из семейства дятловых. Плохо изучен.

## Распространение
Обитают в Андах на территории Аргентины и Боливии. Живут в горных лесах.

## Описание
Длина тела около 16 см. Вес 30—40 г. У самцов лоб от оливкового до серо-коричневого. Он покрыт множеством белых пятен. Передняя часть короны красная с распространением этого цвета к задней поверхности шеи.

### Вокализация
Голос подобен голосу Veniliornis spilogaster.

## Биология
Иногда гибридизируются с Veniliornis passerinus. Случается, что их считают конспецифичными.
МСОП присвоил виду охранный статус LC.